# (32635) 2001 SN
2001 SN (asteroide 32635) é um asteroide da cintura principal. Possui uma excentricidade de 0.20679150 e uma inclinação de 0.51659º.
Este asteroide foi descoberto no dia 16 de setembro de 2001 por Fountain Hills em Fountain Hills.